# Pseudosermyle striatus
Pseudosermyle striatus är en insektsart som först beskrevs av Hermann Burmeister 1838.  Pseudosermyle striatus ingår i släktet Pseudosermyle och familjen Diapheromeridae. Inga underarter finns listade i Catalogue of Life.